# Lantana elenievskii
Lantana elenievskii là một loài thực vật có hoa trong họ Cỏ roi ngựa. Loài này được I.E.Mendez mô tả khoa học đầu tiên năm 1999.